# 大日本野史
『大日本野史』（だいにほんやし）は、後小松天皇（明徳年間）から仁孝天皇までの21代の帝王の治世を紀伝体で記した日本の歴史書。幕末期に徳山藩出身で後に有栖川宮に仕えた国学者飯田忠彦によって執筆され、嘉永4年（1851年）に完成した。全291巻。『野史』という略称で呼ばれることもある。
徳川光圀による歴史書『大日本史』が南北朝統一（明徳3年（1392年））をもって締めくくられているため、飯田がその続編執筆を志し、30年余りの月日をかけて完成された。原本は漢文体で書かれている。後に飯田が桜田門外の変に関与したとの容疑で逮捕されたことに抗議して自害したという事情もあって、原本は散逸して現存していないが、完成後に飯田が人に乞われて印刷に付されたものを元に、明治14年（1881年）に遺族の手で刊行された。
戦国武将や大名などの列伝が充実している。特に江戸幕府への配慮を必要とした江戸時代の部分よりも室町時代の記事の方が優れているといわれており、応仁の乱から封建制の再構築の過程の執筆に力が入っている。しかし、信頼性を欠くとされる史料を引いていること（例：陰徳太平記）や、飯田個人による執筆であるため、史料的な制約は免れず、三浦周行や黒板勝美からは正確さにやや欠けると指摘されている。

## 内容

### 本紀
- 巻之一　本紀第一　後小松天皇
- 巻之二　本紀第二　称光天皇
- 巻之三　本紀第三　後花園天皇
- 巻之四　本紀第四　後土御門天皇
- 巻之五　本紀第五　後柏原天皇
- 巻之六　本紀第六　後奈良天皇
- 巻之七　本紀第七　正親町天皇
- 巻之八　本紀第八　後陽成天皇
- 巻之九　本紀第九　後水尾天皇
- 巻之十　本紀第十　明正天皇
- 巻之十一　本紀第十一　後光明天皇
- 巻之十二　本紀第十二　後西天皇
- 巻之十三　本紀第十三　霊元天皇
- 巻之十四　本紀第十四　東山天皇
- 巻之十五　本紀第十五　中御門天皇
- 巻之十六　本紀第十六　桜町天皇
- 巻之十七　本紀第十七　桃園天皇
- 巻之十八　本紀第十八　後桜町天皇
- 巻之十九　本紀第十九　後桃園天皇
- 巻之二十　本紀第二十　光格天皇
- 巻之二十一　本紀第二十一　仁孝天皇（目次のみ）

### 列伝　270巻
- 后妃伝3巻
- 皇子伝3巻
- 皇女伝1巻
- 皇族伝6巻
- 武将伝30巻（足利将軍家・織田氏・豊臣氏・徳川将軍家、ただし最終巻は目次のみ）
- 公族伝16巻（武将伝で扱った4家の庶流）
- 外戚伝2巻（徳川将軍家の外戚）
- 文臣伝10巻（京都朝廷の公家）
- 武臣伝158巻（諸大名）
- 儒林伝10巻（儒学者）- 藤原粛・朝山素心・三宅島・南村梅軒など
- 歌人伝1巻 - 頓阿・城了・紀俊長など
- 孝子伝3巻 - 宗運・川井正直・徐徳政など
- 義勇伝3巻 - 天野孫七郎・鳥井勝高・清水宗治など
- 貞烈伝3巻 - 細川ガラシャなど
- 方伎伝3巻 - 塚原卜伝など
- 隠逸伝1巻
- 任侠伝1巻 - 道無・曾呂利新左衛門・前田利大など
- 姦臣伝1巻 - 石田三成
- 叛臣伝1巻 - 九戸政実・天草時貞
- 逆臣伝2巻 - 赤松満祐・三好義継・惟任光秀
- 釈氏伝2巻（仏教僧） - 亮禅・天海・沢庵など
- 外国伝10巻 - 明・清・朝鮮・琉球・蝦夷・台湾・安南・占城など